# Elecciones legislativas de Guatemala de 1947
Las elecciones parlamentarias se realizaron en Guatemala entre el 24 y 26 de enero de 1947 para elegir 34 diputados en el Congreso de la República de Guatemala. El Partido Acción Revolucionaria ganó la mayoría de los escaños.

## Resultados
| Partido                                           | Votos | % | Asientos |
| ------------------------------------------------- | ----- | - | -------- |
| Partido Acción Revolucionaria                     |       |   | 29       |
| Partido Democráta-Republicano de los Trabajadores |       |   | 5        |
| Votos blancos/nulos                               |       | - | -        |
| Total                                             |       |   | 34       |